# منطقة قلعة بالا الريفية
منطقة قلعة بالا الريفية (بالفارسية: دهستان قلعه بالا) هي منطقة ريفية، في مقاطعة كاشمر التابعة لمحافظة خراسان الرضوية، إيران.